# NK GOŠK Gabela
Le NK GOŠK Gabela est un club bosnien de football basé à Gabela, fondé en 1919.

## Histoire
Le club évolue en première division lors des saisons 2011-2012 et 2012-2013.

## Palmarès
- Première Ligue de la fédération de Bosnie-et-Herzégovine (D2)
  - Champion : 2011 et 2023